# Камалиденова, Меруерт Аскаровна
Меруерт Аскаровна Камалиденова (каз. Меруерт Кәмелиденова; род. 3 августа 2005) — казахстанская шахматистка, международный мастер (2024),  гроссмейстер среди женщин (2023). Победительница юношеского чемпионата мира по шахматам (2019).

## Биография
Меруерт Камалиденова — неоднократная победительница первенств Казахстана по шахматам среди девушек в различных возрастных группах. Она неоднократно представляла Казахстан на юношеских чемпионатах мира и Азии по шахматам в различных возрастных группах, где выиграла чемпионат мира по шахматам среди девушек в возрастной группе до 14 лет (2019), чемпионат Азии по шахматам среди девушек в возрастной группе до 12 лет (2017) и чемпионат Азии по шахматам среди девушек в возрастной группе до 14 лет.
Чемпионка Казахстана среди женщин 2021 года.
В ноябре 2021 года в Риге Меруерт Камалиденова заняла 31-е место на турнире «Большая женская швейцарка ФИДЕ».
В составе сборной Казахстана стала четвертьфиналисткой женского командного чемпионата мира 2021 года, а в личном зачёте на третьей доске завоевала бронзовую медаль.
За успехи в турнирах ФИДЕ присвоила Меруерт Камалиденовой звание международного мастера среди женщин (WIM) в 2019 году.

## Изменения рейтинга
| Графики недоступны из-за технических проблем. См. информацию на Фабрикаторе и на mediawiki.org. |